# Àgora

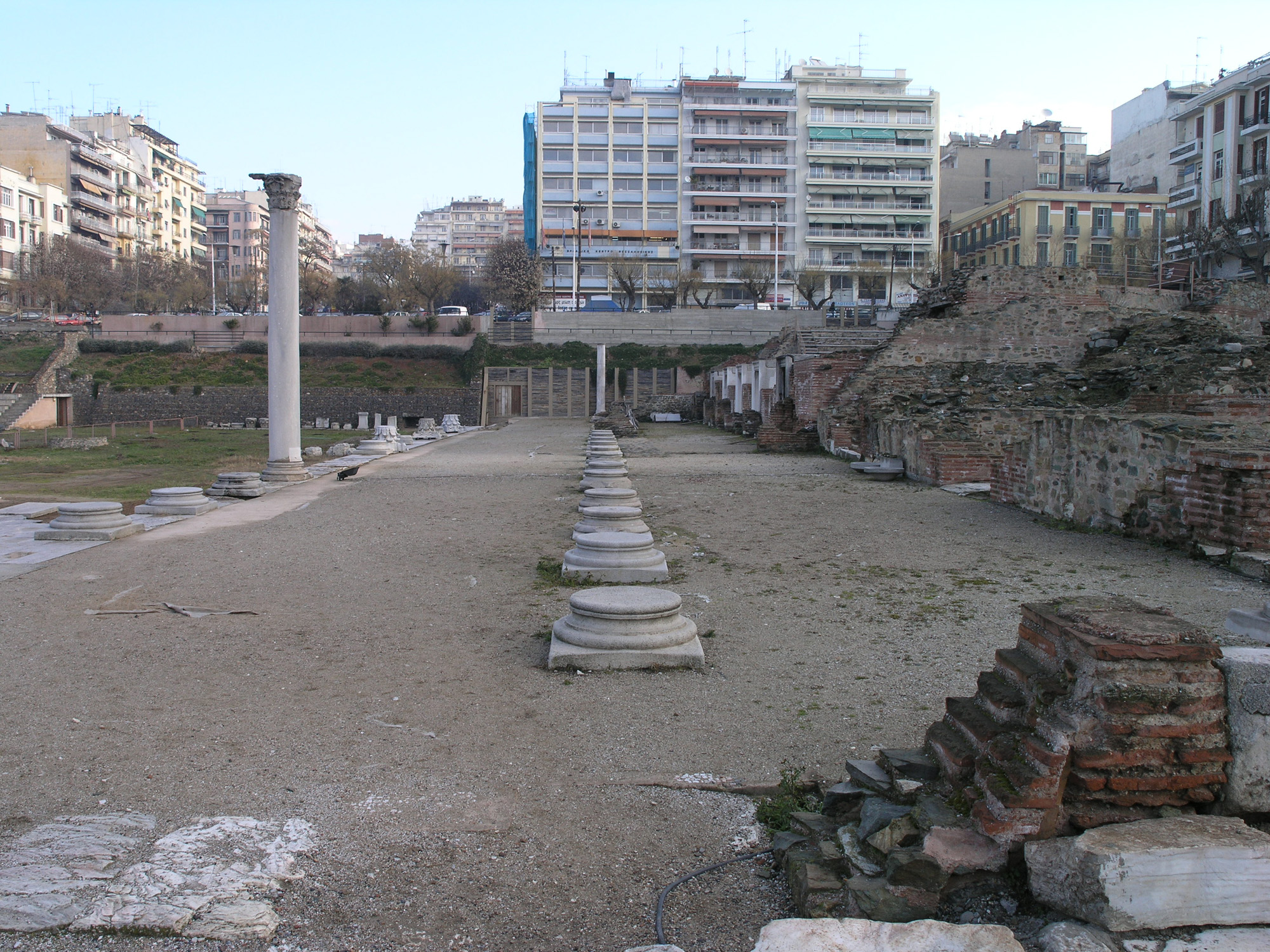
Stoà de l'antiga àgora de Tessalònica

|  | Per a altres significats, vegeu «Àgora (desambiguació)». |

L'àgora (del grec ἀγορά 'assemblea' i també 'mercat') era la plaça pública de les ciutats estat gregues (les polis). N'era el centre cultural, comercial i polític. Les assemblees de ciutadans es realitzaven al mateix recinte. Sorgeix rere la caiguda de la civilització micènica i cap al segle viii aC són una característica essencial de tota polis. La més famosa és l'àgora d'Atenes.
Formava una part essencial de la constitució dels antics estats grecs. En els primers temps, l'àgora era un terreny obert, que generalment es trobava davant del palau reial i a les ciutats portuàries en zones properes al port. L'àgora de Troia era a la ciutadella. Allà els caps es reunien en consell i seien per celebrar judicis. La gent es reunia a l'àgora per presenciar jocs atlètics. Era també el lloc per on es circulava i on es trobava la gent. Un passatge d'Homer explica amb una imatge molt viva els ociosos que la freqüentaven. Estava tancada amb grans pedres enclavades a terra i s'hi col·locaven seients de marbre perquè els caps poguessin seure per celebrar judicis. El lloc era sagrat perquè hi acostumava a haver el santuari d'una o diverses divinitats. L'àgora que descriu Homer era la dels feacis, i hi havia un temple dedicat a Posidó. L'assemblea que se celebrava a l'àgora acostumava a ser convocada pel rei, i de vegades per algun cabdill distingit, com ara Aquil·les abans d'anar a la guerra de Troia. Homer descriu l'escena i diu que el rei ocupava el seient principal i al seu voltant s'asseien els nobles, mentre que el poble estava assegut en cercle al davant. S'han discutit els drets de la gent en aquestes assemblees, i sembla que els nobles participaven en els debats i el poble assentia o discrepava col·lectivament, sense intervenir en les discussions.
L'àgora també era el lloc on se celebrava el mercat públic, i al seu entorn hi havia les botigues. A mesura que va augmentar el comerç es va haver d'anar delimitant l'espai que ocupava, per donar cabuda a les altres activitats que també s'hi feien. Hi havia botigues fixes i parades mòbils que es distribuïen en diferents espais, anomenats segons el tipus de producte que s'hi venia.
De la primitiva disposició de l'àgora en va sorgir la magnífica ἀγορά de les èpoques posteriors, que consistia en un espai obert, tancat per pòrtics o columnates (stoa) i amb galeries per passejar-hi, i dividit en parts separades dedicades a les diverses ocupacions que s’hi celebraven. Estava adornada amb estàtues, altars i temples, i també hi havia edificis on es tancaven els negocis públics i privats i per a l'administració de justícia. L'Àgora d'Atenes era travessada diagonalment per la Via de les Panatenees, que s'iniciava al santuari d'Eleusis i menava directament a l'Acròpoli.
Es considera que l'àgora és l'equivalent al fòrum romà.